# Атиксой, Йылдыз Чагры
 Йылды́з Чагры́ Атиксо́й (тур. Yıldız Çağrı Atiksoy; род. 1 апреля 1986, Измир) — турецкая актриса кино и телевидения.

## Биография
Йылдыз родились 1 апреля 1986 года в Измире.
Окончила Измирский театральный институт, как театральный художник, в котором проучилась два года. Известность Йылдыз принёс сериал «Бесценное время».
В 2017 году на съёмках сериала «Воин» познакомилась с актёром по имени Берк Октай и стала его возлюбленной.
В 2019 году снялась в спортивном драматическом сериале «Чемпион».
С 2021 года снимается в историческом сериале «Основание: Осман» в роли Малхун-хатун.

## фильмография
| Год       |   | Русское название        | Оригинальное название   | Роль                |
| --------- | - | ----------------------- | ----------------------- | ------------------- |
| 2021      | с | Основание Осман         | Kuruluş Osman           | Малхун Хатун        |
| 2019      | с | Чемпион                 | Şampiyon                | Суна                |
| 2018      | ф |                         | Baba nerdesin kayboldum | Ойа                 |
| 2017      | с | Воин                    | Savaşçı                 | Аслы                |
| 2015—2016 | с | Замужние и разгневанные | Evli ve Öfkeli          | Мине                |
| 2014—2015 | с | Семь хороших парней     | Yedi Güzel Adam         | Зехра               |
| 2013      | с | Женщины встречного дня  | Görüş Günü Kadınla      | Гюлай               |
| 2010—2013 | с | Бесценное время         | Öyle Bir Geçer Zaman ki | Беррин Акарсу Ташер |
| 2009      | с | Ветви весной            | Bahar Dalları           | Бахар Зиядегиль     |
| 2008      | ф | Наследие                | Miras                   | Ирем                |
| 2008      | с | Напоминание принцессы   | Kayıp Prenses           | Дефне               |
| 2008      | с | Гази                    | Gazi                    | Лейла/Аслы          |
| 2007      | с | Бездомные               | Yersiz Yurtsuz          | Хазал Шаногуллары   |
| 2006      | с | О Стамбуле              | Ah İstanbul             | Аху                 |
| 2006      | с | После дождя             | Yağmurdan Sonra         | Ишык Карузо         |
| 2005      | с | Игра в любовь           | Aşk Oyunu               | Айшен/Гюльшен       |
| 2005      | с | Большое совещание       | Büyük Buluşma           | Бёлюм               |

## Интересные факты
- Йылдыз претендовала на роль Хасеки Айше-султан в сериале «Великолепный век: Кёсем Султан», однако позже на эту роль была выбрана Лейла Ферай.
- Лучшей подруга — турецкая актриса Лейла Хазал Кайя.Лучший друг — турецкий актёр Толга Гюлеч